# 长岐镇 (吴川市)
长岐镇，是中华人民共和国广东省湛江市吴川市下辖的一个乡镇级行政单位。

## 行政区划
长岐镇下辖以下地区：
下苍社区、山秀村、多曹村、良村、高辣村、洪江村、黎屋村、肖山村、兰溪村、苏村、新联村、顿流村和鉴东村。